# Badlesmere
Badlesmere är en ort och civil parish i grevskapet Kent i sydöstra England. Orten ligger i distriktet Swale, cirka 7 kilometer söder om Faversham och cirka 11,5 kilometer norr om Ashford. Civil parishen hade 121 invånare vid folkräkningen år 2021.